# Gran Premio del Sudafrica 1982
Il Gran Premio del Sudafrica 1982 è stata la prima prova della stagione 1982 del Campionato mondiale di Formula 1. Si è corsa sabato 23 gennaio 1982 sul Circuito di Kyalami. La gara è stata vinta dal francese Alain Prost su Renault; per il vincitore si trattò del quarto successo nel mondiale. Ha preceduto sul traguardo l'argentino Carlos Reutemann, su Williams-Ford Cosworth e l'altro francese René Arnoux, anch'egli su Renault.
Per Reutemann fu il quarantacinquesimo, e ultimo, podio in una gara valida per il mondiale di Formula 1. All'epoca tale risultato rappresentava il record tra i piloti.
La vigilia della gara fu infiammata da uno scontro tra i piloti da un lato e Federazione Internazionale Sport Automobilistico (FISA) e Formula One Constructors Association (FOCA) dall'altro.
Fu l'ultimo gran premio, valido come prova del campionato mondiale di Formula 1, a effettuarsi a gennaio.

## Vigilia

### Aspetti tecnici
La prima gara stagione vide, come usuale, l'esordio per alcune nuove monoposto. La Brabham utilizzò il modello BT50, già testato nel corso della stagione 1981. Tale modello era spinto da un motore BMW turbo, architettura 4L da 1.500 cm³. La casa tedesca rientrava nel mondiale di Formula 1 dopo le apparizioni sporadiche degli anni cinquanta e sessanta. L'ultimo gran premio disputato era stato il Gran Premio di Germania 1968, quando un motore BMW era montato su una Lola di Formula 2, guidata da Hubert Hahne. Così ben sette case costruttrici di motori diversi furono iscritte alla gara: oltre a BMW, anche Ford Cosworth, Ferrari, Matra, Hart, Renault e Alfa Romeo, come non succedeva dal Gran Premio del Canada 1968.
La March presentò la 821, la Ferrari la 126 C2, l'Arrows la A4. Presentarono nuove versioni di vetture già utilizzate la McLaren, che affidò a John Watson la MP4/1B, la Lotus con la 87B, la Renault, con la RE30B, la Fittipaldi la 8D, mentre la Toleman fornì a Derek Warwick il modello TG181C e a Teo Fabi il modello B, entrambi all'esordio.

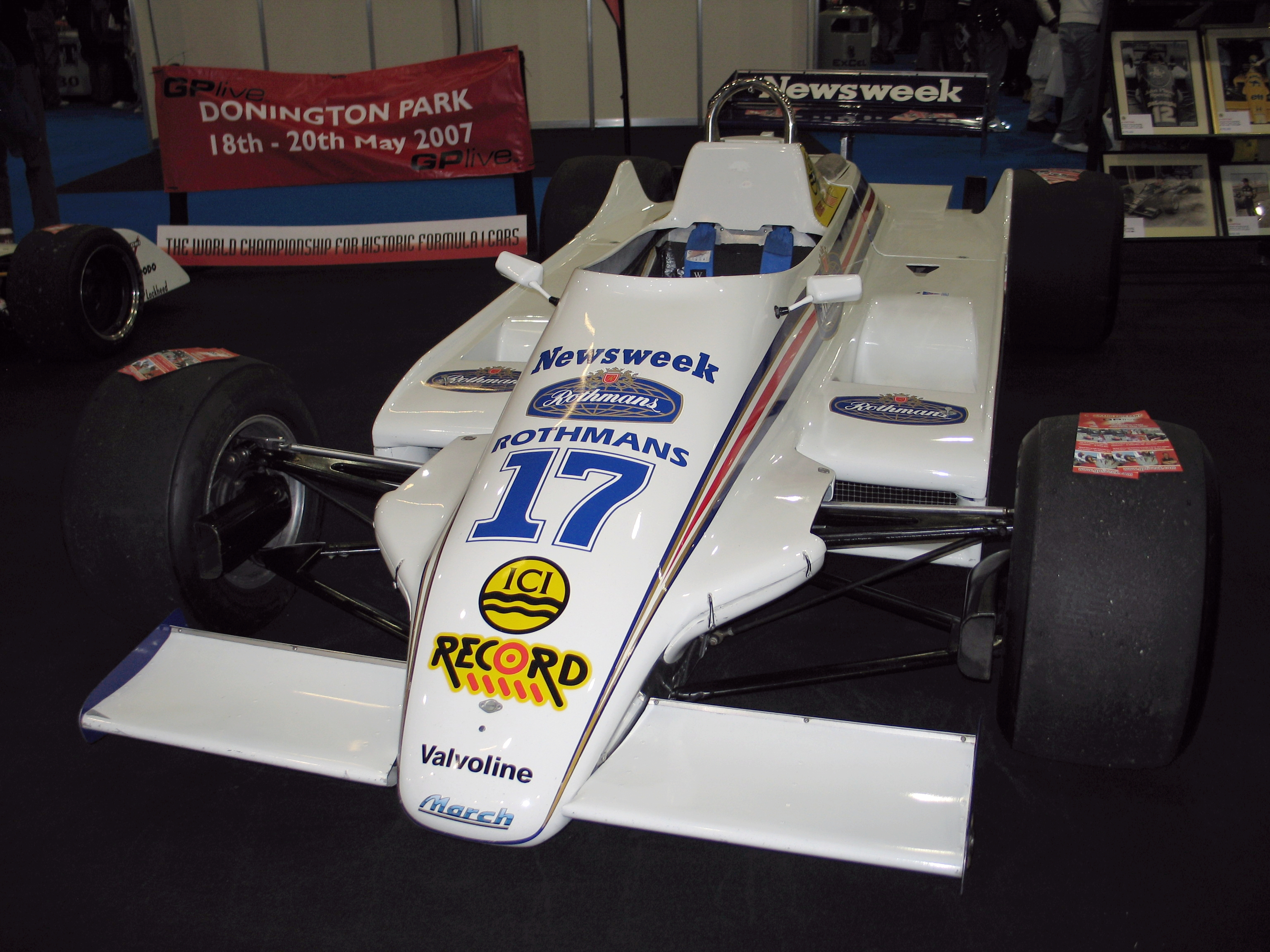
La March 821 esordì nel Gran Premio del Sudafrica 1982.

### Aspetti sportivi
Il gran premio tornò a essere valido quale prova del campionato mondiale di Formula 1 dopo un anno di assenza. Nel 1981 infatti la prova, inizialmente prevista come prima gara del Campionato mondiale di Formula 1 1981, venne successivamente considerata non valida e perciò non figura tra i gran premi del campionato. La cancellazione fu dovuta alla guerra in atto per il controllo della Formula 1 tra la Federazione Internazionale Sport Automobilistico (FISA) presieduta da Jean-Marie Balestre e la Formula One Constructors Association (FOCA) guidata da Bernie Ecclestone. Fu una gara con vetture di Formula 1, anche se ufficialmente definita di Formula Libre.
Niki Lauda annunciò il suo ritorno alle corse per la stagione 1982. L'austriaco, campione del mondo nel 1975 e nel 1977 con la Scuderia Ferrari, non svelò subito con quale team avrebbe ripreso le competizioni, anche se era probabile un suo approdo alla McLaren, anche perché, a metà settembre 1981 Lauda ne aveva testato una presso il circuito inglese di Donington Park. L'ufficializzazione dell'ingaggio arrivò a novembre.
Il campione del mondo 1980, l'australiano Alan Jones, annunciò invece la sua intenzione di ritirarsi dalle corse a fine della stagione 1981. Il 30 ottobre 1981 anche l'altro pilota della Williams, Carlos Reutemann, annunciò la sua volontà di abbandonare la massima serie, considerando chiuso il suo ciclo sportivo. Questo annuncio fece riconsiderare a Jones l'opportunità di restare in F1 con la Williams. Nel frattempo la Williams assunse Keke Rosberg, che nel 1981 aveva corso per la Fittipaldi, A sorpresa, il 17 dicembre, ultimo giorno utile per la determinazione dei piloti da iscrivere al campionato, Frank Williams convinse Reutemann a rientrare in Formula 1. L'argentino, nel frattempo, aveva ricevuto richieste da Arrows e dalla Renault.
Durante il fine settimana del Gran Premio di Las Vegas 1981 venne annunciato il passaggio di Eddie Cheever dalla Tyrrell alla Ligier, per prendere il posto di Patrick Tambay. La Tyrrell, a sua volta, confermò Michele Alboreto e gli affiancò Slim Borgudd, che l'anno precedente aveva esordito in F1 con l'ATS. La Brabham, per far coppia col neo campione del mondo Piquet, assunse Riccardo Patrese, proveniente dalla Arrows. Anche un altro ex campione del mondo, Mario Andretti, abbandonò la F1 (nel 1981 era stato impiegato dall'Alfa Romeo, pur in presenza di un'offerta dell'Ensign. La casa milanese lo sostituì con Andrea De Cesaris, uscito dalla McLaren, che aveva esordito in F1 proprio con l'Alfa.
L'ATS iscrisse due vetture: una per il tedesco Manfred Winkelhock (una sola presenza per lui nel mondiale con la qualificazione nel Gran Premio d'Italia 1980 con un'Arrows) e l'altra per il cileno Eliseo Salazar, che nel 1981 si era diviso tra March ed Ensign. Quest'ultima portò solo una vettura, affidata al colombiano Roberto Guerrero, esordiente nella categoria e giunto settimo nel Campionato europeo di Formula 2 1981. Anche la March tornò a iscrivere due vetture, dopo che nella parte finale della stagione 1981 aveva fatto correre il solo Derek Daly. La coppia dei piloti fu composta dal rientrante pilota tedesco Jochen Mass (per lui 96 gran premi tra il 1973 e il 1980, con la vittoria nel Gran Premio di Spagna 1975) e l'esordiente brasiliano Raul Boesel, giunto terzo nel campionato inglese di F3 1981. Daly passò alla Theodore, in luogo di Marc Surer.
L'elvetico passò all'Arrows, ove trovò Mauro Baldi, pilota italiano, anche lui all'esordio nel circus, e vincitore della F3 europea 1981. Un altro giovane pilota italiano si assicurò un volante in F1: Riccardo Paletti, proveniente dalla F2, sostituì Beppe Gabbiani all'Osella, ove fece coppia con Jean-Pierre Jarier. Il terzo pilota italiano esordiente fu Teo Fabi, ingaggiato dalla Toleman. La Fittipaldi schierò il solo Chico Serra, anche se Johnny Cecotto, venezuelano proveniente dal motomondiale venne contattato nel caso la scuderia brasiliana avesse deciso di schierare una seconda monoposto. La Caloi, sponsor del team, chiese anche a Emerson Fittipaldi di tornare a competere nel mondiale, ma senza successo. Ferrari, Lotus e Renault confermarono i piloti della stagione precedente.
Il 15 gennaio, nel corso di test in preparazione del Gran Premio, Marc Surer uscì di pista e si fratturò una gamba. La Arrows lo sostituì con Brian Henton, ex pilota della Toleman. In questi test il più rapido fu Nelson Piquet, su Brabham-BMW, che fece segnare il tempo di 1'06"74, tempo più basso di ben sei secondi da quanto ottenuto dallo stesso brasiliano nelle qualifiche dell'edizione 1981. Nei test svolti al lunedì, prima della gara, il più rapido fu invece Alain Prost su Renault, che chiuse a 1'05"83, davanti ai ferraristi Didier Pironi e Gilles Villeneuve. Il francese si confermò al martedì con 1'05"44, davanti a Nelson Piquet. La giornata fu caratterizzata da un grosso spavento per Niki Lauda che perse l'uso dei freni al termine del rettilineo dei box. Riuscì però a controllare la vettura senza riportare danni. Anche Riccardo Paletti dell'Osella ebbe un incidente, ma senza conseguenze.

### Lo sciopero dei piloti
La vigilia della gara venne sconvolta dalla battaglia che si accese tra i piloti da un lato (guidati da Niki Lauda, Gilles Villeneuve e Didier Pironi, rappresentanti della GPDA) e la FISA e la FOCA dall'altro.
I piloti si rifiutavano di sottoscrivere l'articolo 58 del regolamento sportivo, vincolante al rilascio della superlicenza, nel quale i piloti si impegnavano a non fare causa per qualunque ragione agli organizzatori dei gran premi. La modifica del regolamento era stata decisa in una riunione della Commissione per la Formula 1, del 18 dicembre 1981, che aveva fissato definitivamente i regolamenti per la stagione 1982. Un altro punto contestato era una sorta di vincolo che le scuderie ponevano verso i piloti, che non avrebbero più potuto liberarsi dai contratti firmati, per correre con un altro team. Altre due questioni che avevano suscitato la perplessità dei pilota erano l'obbligo di rispettare "tutte" le regole del mondiale, e quello di non ledere l'immagine della F1.
Dichiarazione della durata del contratto tra pilota e scuderia: "I am committed to the above team to drive exclusively for them in the FIA Formula 1 World Championship until the 19xx."
La mia partecipazione avverrà a mio proprio rischio e pericolo e non citero, né io né i miei eredi o aventi diritto, alcuna persona o ente coinvolto direttamente o no con l'avvenimento per quanto riguarda qualsiasi perdita o danno alla mia persona o proprietà in caso di incidente avvenuto mentre partecipo alla gara.
I piloti devono rispettare tutte le regole del mondiale.
I piloti non devono ledere l’immagine della FISA e della FOCA:  "I will do nothing which might harm the moral or material interests or image of International Motorsport or the FIA Formula 1 World Championship.
I piloti contestavano soprattutto il punto sulla liberazione dai contratti sottoscritti, a loro dire suggerito da Bernie Ecclestone e Max Mosley, per evitare la risoluzione unilaterale del contratto tra team e piloti, come era successo a fine 1980 quando Alain Prost aveva lasciato la McLaren per andare alla Renault, nonostante fosse ancora legato alla scuderia di Colnbrook. Al mercoledì, prima della gara, erano ancora sette i piloti che non avevano firmato il regolamento: Bruno Giacomelli, Andrea De Cesaris, Didier Pironi, Gilles Villeneuve, Jacques Laffite, René Arnoux e Niki Lauda. Decisero poi anch'essi di firmarlo, al fine di essere considerati concorrenti e quindi di poter presentare la loro protesta.
Pironi, in qualità di rappresentante dei piloti, lesse un comunicato nel quale affermava che “i piloti non si sentono in grado di salire sulle macchine perché non in condizione per farlo” e annunciava uno sciopero per le prove del giorno successivo (in Sudafrica si correva al sabato). Alla sera la situazione sembrò sbloccarsi con l'impegno della Federazione a rivedere il regolamento contestato.
Al giovedì mattina tutti i piloti (tranne il ritardatario Jochen Mass) si presentarono al circuito, salirono su un pulmino del Kyalami Ranch (l'albergo che li ospitava), e si recarono al Sunnyside Park Hotel di Johannesburg, ove fissarono la loro base, in completa solitudine da manager e entourage. Il manager della March, John McDonald, tentò di bloccare con la sua vettura il pulmino prima di venire allontanato da Laffite. Tale partenza impedì la tenuta delle prequalifiche (alle quali avrebbero dovuto partecipare cinque vetture: le due Osella, le due Toleman e una March) e della prima sessione di prove libere, tanto che gli organizzatori proposero lo slittamento della corsa di una settimana e decisero di eliminare d'ufficio dalla gara tutte le cinque vetture che avrebbero dovuto svolgere le prequalifiche. Gli organizzatori, a seguito di un ricorso, tornarono sui loro passi, riammettendo le vetture alle prequalifiche ma si rivolsero anche alla magistratura per sequestrare tutte le monoposto presenti.
Pironi e Mass, in qualità di portavoce dei piloti, restarono al circuito per trattare col presidente della FISA Jean-Marie Balestre. Balestre dichiarò che i piloti avevano commesso un errore grave nel non rispettare il regolamento delle superlicenze, del quale erano già stati informati il 18 dicembre; il presidente della FISA evidenziò come vi era stato tutto il tempo per discuterne; ricordò le sanzioni a cui sarebbero andati incontro e annunciò che la Federazione aveva accettato la proposta degli organizzatori di correre il 30 gennaio, anche con altri piloti. Infine incolpò Niki Lauda di essere il vero artefice della situazione.
La proposta della FISA, di rimandare la questione a dopo il gran premio, venne rigettata dai piloti: ciò fece saltare anche la sessione ufficiale pomeridiana del giovedì. Tutte le vetture vennero riportate nei garage e la Federazione comunicò che tutti i piloti avevano la Superlicenza sospesa. Tra questi risultava però anche Marc Surer che, causa dei postumi dell'incidente di pochi giorni prima, era stato sostituito e non era presente al gran premio. La FISA, successivamente, per venire incontro alle esigenze degli organizzatori, concesse validità al gran premio anche se vi avessero preso parte solo 15 piloti, con qualifiche limitate al solo venerdì.
I piloti, intanto, si stabilirono nella hall dell'albergo, preferendo rimanere uniti, non optando così per le normali stanze, al fine di evitare che qualche pilota potesse abbandonare il fronte della protesta. Alla sera diversi direttori sportivi delle varie scuderie si recarono presso la riunione dei piloti per tentare una mediazione e per convincere i piloti a uscire dal loro ritiro.
Il patron della Brabham e presidente della FOCA, Bernie Ecclestone, minacciò di licenziare in tronco i suoi due piloti, il campione del mondo in carica Nelson Piquet e l'italiano Riccardo Patrese; Ecclestone inoltre puntò il dito contro Lauda, indicandolo come il fomentatore della rivolta. Molto dura era anche la posizione di Max Mosley, della March; più accomodante invece la Ferrari, che con Marco Piccinini aveva tentato di trovare un accordo, pur non considerando vessatorie le clausole della Superlicenza.
Nella notte Jochen Mass (che affermò che la situazione della sua scuderia - la March - non gli permetteva un diverso comportamento) e Teo Fabi abbandonarono il gruppo e si recarono al circuito. Keke Rosberg accusò Fabi di aver tradito i colleghi: "He ran like a chicken and lost our respect forever, not because he left but because he betrayed us. He went straight to Ecclestone and Balestre, and told them everything we had discussed". Fabi replicò affermando che quanto concesso verbalmente al giovedì era per lui già sufficiente.
Al venerdì mattina Didier Pironi tornò a trattare con Balestre e raggiunse un accordo (annunciato verso le 10:15) per correre il gran premio, rinviando ulteriormente la questione della superlicenza. Alle 11 i piloti si recarono in autodromo e le prove poterono infine cominciare, concentrandosi tutte al venerdì. Balestre ringraziò per la mediazione il direttore sportivo dell'Alfa Romeo Pierluigi Corbari, mentre Pironi sottolineò il ruolo di Niki Lauda quale guida dei piloti. Bernie Ecclestone impedì però a Nelson Piquet di partecipare alla sessione, non considerandolo in grado di correre. Morris Nunn, dell'Ensign, ritirò la sua macchina e lasciò così senza volante Guerrero. Maurer, proprietario della squadra di Formula 2 per cui Guerrero correva, si era opposto al suo utilizzo, innescando così una battaglia legale: Nunn fu quindi costretto a ritirare il proprio pilota e, in un comunicato stampa, affermò che il colombiano non avrebbe corso in quanto non era in buone condizioni psicofisiche.

## Qualifiche

### Resoconto
Le prove libere iniziarono con un'ora di ritardo rispetto al previsto, seguite, nel primo pomeriggio, dalla sessione di prove valide per lo schieramento. Alle 10, ora inizialmente prevista per le prime prove, si recò in pista il solo Jochen Mass, che uscendo dai box investì, senza gravi conseguenze, il direttore sportivo della Renault Jean Sage. Subito gli steward esposero la bandiera nera, per fermare le prove del pilota della March.
Nelle prove ufficiali si rivide Nelson Piquet, che ottenne il via libera dal medico del circuito, dopo che il medico della F1, Sid Watkins, gli aveva impedito di prendere parte alle libere. Questo comportamento della Brabham spinse nuovamente i piloti a minacciare di non correre la gara. La sessione venne anche penalizzata da un forte temporale che, di fatto, ne ridusse la durata.
La pole position venne ottenuta da René Arnoux, della Renault, che precedette proprio Piquet. Per il francese si tratto della decima pole nel mondiale. Le prime tre file dello schieramento vennero occupate da vetture spinte da motori turbo: il primo dei piloti con motore aspirato era Keke Rosberg, settimo. Si qualificò tredicesimo Niki Lauda, anche se inizialmente, per un errore sul monitor dei tempi, l'austriaco risultava non qualificato.

### Risultati
I risultati delle qualifiche furono i seguenti:
| Pos | Nº | Pilota             | Costruttore              | Tempo       | Griglia |
| --- | -- | ------------------ | ------------------------ | ----------- | ------- |
| 1   | 16 | René Arnoux        | Renault                  | 1'06"351    | 1       |
| 2   | 1  | Nelson Piquet      | Brabham-BMW              | 1'06"625    | 2       |
| 3   | 27 | Gilles Villeneuve  | Ferrari                  | 1'07"106    | 3       |
| 4   | 2  | Riccardo Patrese   | Brabham-BMW              | 1'07"398    | 4       |
| 5   | 15 | Alain Prost        | Renault                  | 1'08"133    | 5       |
| 6   | 28 | Didier Pironi      | Ferrari                  | 1'08"360    | 6       |
| 7   | 6  | Keke Rosberg       | Williams-Ford Cosworth   | 1'08"892    | 7       |
| 8   | 5  | Carlos Reutemann   | Williams-Ford Cosworth   | 1'09"306    | 8       |
| 9   | 7  | John Watson        | McLaren-Ford Cosworth    | 1'09"736    | 9       |
| 10  | 3  | Michele Alboreto   | Tyrrell-Ford Cosworth    | 1'10"037    | 10      |
| 11  | 26 | Jacques Laffite    | Ligier-Matra             | 1'10"241    | 11      |
| 12  | 10 | Eliseo Salazar     | ATS-Ford Cosworth        | 1'10"624    | 12      |
| 13  | 8  | Niki Lauda         | McLaren-Ford Cosworth    | 1'10"681    | 13      |
| 14  | 35 | Derek Warwick      | Toleman-Hart             | 1'10"685    | 14      |
| 15  | 11 | Elio De Angelis    | Lotus-Ford Cosworth      | 1'10"685    | 15      |
| 16  | 22 | Andrea De Cesaris  | Alfa Romeo               | 1'10"952    | 16      |
| 17  | 25 | Eddie Cheever      | Ligier-Matra             | 1'11"005    | 17      |
| 18  | 12 | Nigel Mansell      | Lotus-Ford Cosworth      | 1'11"227    | 18      |
| 19  | 23 | Bruno Giacomelli   | Alfa Romeo               | 1'11"285    | 19      |
| 20  | 9  | Manfred Winkelhock | ATS-Ford Cosworth        | 1'11"808    | 20      |
| 21  | 18 | Raul Boesel        | March-Ford Cosworth      | 1'12"077    | 21      |
| 22  | 17 | Jochen Mass        | March-Ford Cosworth      | 1'12"100    | 22      |
| 23  | 4  | Slim Borgudd       | Tyrrell-Ford Cosworth    | 1'12"366    | 23      |
| 24  | 33 | Derek Daly         | Theodore-Ford Cosworth   | 1'13"418    | 24      |
| 25  | 20 | Chico Serra        | Fittipaldi-Ford Cosworth | 1'13"467    | 25      |
| 26  | 31 | Jean-Pierre Jarier | Osella-Ford Cosworth     | 1'13"834    | 26      |
| NQ  | 30 | Mauro Baldi        | Arrows-Ford Cosworth     | 1'13"976    | NQ      |
| NQ  | 32 | Riccardo Paletti   | Osella-Ford Cosworth     | 1'15"504    | NQ      |
| NQ  | 29 | Brian Henton       | Arrows-Ford Cosworth     | 1'16"653    | NQ      |
| NQ  | 36 | Teo Fabi           | Toleman-Hart             | senza tempo | NQ      |

## Gara

### Resoconto
Al via René Arnoux mantenne il comando, seguito da Alain Prost e Gilles Villeneuve, mentre l'altro pilota partito dalla prima fila, Nelson Piquet, partì malissimo e precipitò in tredicesima posizione. A seguire Villeneuve vi era l'altro pilota della Ferrari, Didier Pironi, poi Keke Rosberg, Riccardo Patrese, Jacques Laffite, Michele Alboreto e Carlos Reutemann. Alboreto perse due posizioni nei giri seguenti, mentre Reutemann, dopo aver passato l'italiano, passò anche Laffite. Al quarto giro Piquet terminò la sua corsa uscendo di pista alla Crownthorn. Al quinto giro Patrese prese la quinta posizione a Rosberg; il giro seguente il finlandese fu passato anche dal compagno di scuderia Reutemann.
Al settimo giro terminò la gara anche per Villeneuve, col motore turbo fuori uso. Scalava così in terza posizione Pironi, seguito da Patrese e Reutemann. Al quattordicesimo passaggio cambiò la testa della corsa: Alain Prost approfittò di alcuni doppiaggi e passò Arnoux sul rettilineo principale. Quattro giri dopo anche l'altra Brabham, quella di Patrese, fu costretta al ritiro, per guai al propulsore turbo. La classifica vedeva così in testa Prost, seguito da Arnoux, Pironi (staccato di sette secondi dal leader), Reutemann, Rosberg, Watson e Alboreto. Ancora un giro e Niki Lauda si portò in settima posizione, passando Alboreto.
Al giro 25 Didier Pironi, costretto al cambio gomme, dovette andare ai box. Rientrò in pista solo ottavo. Il francese però fu capace di una bella rimonta passando, in poche tornate, prima Alboreto, poi Lauda. Ora le due Renault avevano un margine di un minuto sulle due Williams. Il dominio delle vetture francesi si incrinò al giro 41 quando Prost fu vittima di una foratura che lo costrinse ai box. Ripassò così in testa Arnoux. Prost, appena rientrato in pista, fu vittima di una seconda foratura, che lo spinse all'ottavo posto della classifica, a un giro da Arnoux. Tra il quarantaquattresimo el quarantacinquesimo giro Pironi passò John Watson e Keke Rosberg, tornando così terzo.
Arnoux stava intanto procedendo più lentamente per le vibrazioni che la sua vettura produceva dovuta allo sporco raccolto dagli pneumatici. Prost invece proseguiva la sua rimonta, si sdoppiò e passò Lauda, entrando nella zona dei punti. Al giro 55 Prost si trovò quarto, dopo aver passato Watson e Rosberg. Reutemann si avvicinò ad Arnoux, ma, nello stesso tempo anche Didier Pironi e Alain Prost si avvicinarono all'argentino, tanto che al giro 61 entrambi lo passarono. Solo un giro e Prost passò Pironi, posizionandosi così al secondo posto. Il motore della Ferrari stava perdendo potenza, tanto che Pironi venne, poco dopo, passato nuovamente da Carlos Reutemann. Più dietro Lauda passava, nel frattempo, sia Watson che Rosberg.
Al sessantottesimo giro Alain Prost tornò infine al comando della gara, superando Arnoux. Al giro 71, dopo essere stato superato anche da Lauda, Pironi si fermò ai box per tentrare di riparare il turbo. A quattro tornate dal termine Carlos Reutemann conquistò la seconda posizione, passando un Arnoux sempre più in difficoltà. Alain Prost si aggiudicò la sua quarta gara iridata, precedendo Reutemann, Arnoux, Lauda, Rosberg e Watson. Per Reutemann fu il 45º e ultimo podio e anche il suo ultimo arrivo a punti della carriera.

### Risultati
I risultati del gran premio furono i seguenti:
| Pos | No | Pilota             | Team                     | Giri | Tempo/Ritiro               | Pos.Griglia | Punti |
| --- | -- | ------------------ | ------------------------ | ---- | -------------------------- | ----------- | ----- |
| 1   | 15 | Alain Prost        | Renault                  | 77   | 1h32'08"401                | 5           | 9     |
| 2   | 5  | Carlos Reutemann   | Williams-Ford Cosworth   | 77   | + 14"946                   | 8           | 6     |
| 3   | 16 | René Arnoux        | Renault                  | 77   | + 27"900                   | 1           | 4     |
| 4   | 8  | Niki Lauda         | McLaren-Ford Cosworth    | 77   | + 32"113                   | 13          | 3     |
| 5   | 6  | Keke Rosberg       | Williams-Ford Cosworth   | 77   | + 43"139                   | 7           | 2     |
| 6   | 7  | John Watson        | McLaren-Ford Cosworth    | 77   | + 50"993                   | 9           | 1     |
| 7   | 3  | Michele Alboreto   | Tyrrell-Ford Cosworth    | 76   | + 1 giro                   | 10          |       |
| 8   | 11 | Elio De Angelis    | Lotus-Ford Cosworth      | 76   | + 1 giro                   | 15          |       |
| 9   | 10 | Eliseo Salazar     | ATS-Ford Cosworth        | 75   | + 2 giri                   | 12          |       |
| 10  | 9  | Manfred Winkelhock | ATS-Ford Cosworth        | 75   | + 2 giri                   | 20          |       |
| 11  | 23 | Bruno Giacomelli   | Alfa Romeo               | 74   | + 3 giri                   | 19          |       |
| 12  | 17 | Jochen Mass        | March-Ford Cosworth      | 74   | + 3 giri                   | 22          |       |
| 13  | 22 | Andrea De Cesaris  | Alfa Romeo               | 73   | + 4 giri                   | 16          |       |
| 14  | 33 | Derek Daly         | Theodore-Ford Cosworth   | 73   | + 4 giri                   | 24          |       |
| 15  | 18 | Raul Boesel        | March-Ford Cosworth      | 72   | + 5 giri                   | 21          |       |
| 16  | 4  | Slim Borgudd       | Tyrrell-Ford Cosworth    | 72   | + 5 giri                   | 23          |       |
| 17  | 20 | Chico Serra        | Fittipaldi-Ford Cosworth | 72   | + 5 giri                   | 25          |       |
| 18  | 28 | Didier Pironi      | Ferrari                  | 71   | + 6 giri                   | 6           |       |
| Rit | 26 | Jacques Laffite    | Ligier-Matra             | 54   | Alimentazione              | 11          |       |
| Rit | 35 | Derek Warwick      | Toleman-Hart             | 43   | Incidente                  | 14          |       |
| Rit | 2  | Riccardo Patrese   | Brabham-BMW              | 18   | Turbo                      | 4           |       |
| Rit | 25 | Eddie Cheever      | Ligier-Matra             | 11   | Alimentazione              | 17          |       |
| Rit | 27 | Gilles Villeneuve  | Ferrari                  | 6    | Turbo                      | 3           |       |
| Rit | 1  | Nelson Piquet      | Brabham-BMW              | 3    | Testacoda                  | 2           |       |
| Rit | 12 | Nigel Mansell      | Lotus-Ford Cosworth      | 0    | Impianto elettrico         | 18          |       |
| Rit | 31 | Jean-Pierre Jarier | Osella-Ford Cosworth     | 0    | Collisione con C.Serra     | 26          |       |
| NQ  | 30 | Mauro Baldi        | Arrows-Ford Cosworth     |      |                            |             |       |
| NQ  | 32 | Riccardo Paletti   | Osella-Ford Cosworth     |      |                            |             |       |
| NQ  | 29 | Brian Henton       | Arrows-Ford Cosworth     |      |                            |             |       |
| NQ  | 36 | Teo Fabi           | Toleman-Hart             |      |                            |             |       |
| NPR | 14 | Roberto Guerrero   | Ensign-Ford Cosworth     |      | Ritirato prima delle prove |             |       |

## Statistiche
Piloti
- 4ª vittoria per Alain Prost;
- 10° pole position per René Arnoux;
- 45º e ultimo podio per Carlos Reutemann;
- 1º Gran Premio per Manfred Winkelhock e Raul Boesel;

Costruttori
- 8° vittoria per la Renault;
- 250º Gran Premio per la Brabham;

Motori
- 8° vittoria per il motore Renault;

## Classifiche

### Piloti
| Pos. | Pilota           | Punti |
| ---- | ---------------- | ----- |
| 1    | Alain Prost      | 9     |
| 2    | Carlos Reutemann | 6     |
| 3    | René Arnoux      | 4     |
| 4    | Niki Lauda       | 3     |
| 5    | Keke Rosberg     | 2     |
| 6    | John Watson      | 1     |

### Costruttori
| Pos. | Team                   | Punti |
| ---- | ---------------------- | ----- |
| 1    | Renault                | 13    |
| 2    | Williams-Ford Cosworth | 8     |
| 3    | McLaren-Ford Cosworth  | 4     |

## Decisioni della giuria ed epilogo
Al termine della gara la Williams di Carlos Reutemann venne trovata con un peso di 571 kg, nove in meno rispetto a quanto previsto dal regolamento. Ai tecnici della scuderia venne consentito di rabboccare il serbatoio dell'olio e lo speciale serbatoio dell'acqua montato sulla vettura. I commissari ammonirono la scuderia britannica a non ricorrere in futuro a tale stratagemma.
Mezz'ora dopo la fine del GP i commissari sportivi convocarono tutti i piloti per informarli che erano state sospese le loro licenze internazionali, compresa la superlicenza, necessaria per la F1, che era stato sospesa su decisione diretta di Jean-Marie Balestre, presidente della FISA. I soli quattro piloti ai quali la licenza non era stata sospesa erano Teo Fabi, Jochen Mass, Brian Henton e Marc Surer. I piloti erano accusati di aver impedito la tenuta delle pre-qualifiche e di aver costretto a ridurre a uno solo i giorni di prova; di aver violato l'articolo 8 del regolamento sportivo e l'articolo 68 del codice; di aver presentato alla FIA un ultimatum considerato inaccetabile; di aver messo in pericolo la tenuta del gran premio.
Balestre annunciò una riunione della FISA per il giovedì successivo alla gara per decidere il da farsi e, soprattutto, quale multa comminare ai piloti ribelli. Sia la scelta di sospendere le licenze internazionali sia quella di sospendere le Superlicenza erano considerate illegittime dai piloti in quanto, in merito alle prime, solo le singole federazioni nazionali di appartenenza dei singoli piloti avevano il potere di sospenderle, mentre la Superlicenza poteva essere sospesa solo dal comitato esecutivo della FISA e non dal suo presidente autonomamente.
Tutte le scuderie fecero ricorso contro la decisione di sospendere le licenze internazionali all'Automobile Club del Sudafrica che aveva 30 giorni di tempo per rispondere: se avesse confermato la decisione, un ulteriore ricorso sarebbe stato inviato alla stessa FISA, che sarebbe stata invece direttamente investita del ricorso in merito alle Superlicenza. I piloti, nel frattempo, spingevano per le dimissioni di Balestre. La Commissione Sportiva Automobilistica Italiana criticò la FISA per l'eccessivo peso dato agli interessi della FOCA e riconobbe ai piloti la legittimità della loro protesta.
Nella riunione del 28 gennaio la FISA decise di multare di 10.000 dollari e la sospensione condizionale per 5 corse per i prossimi due anni quei piloti già multati per i fatti del Gran Premio del Belgio 1981 ovvero Patrese, Pironi, Villeneuve, Prost, Giacomelli e Laffite. Tutti gli altri 23 piloti vennero multati di 5.000 dollari e due gare con la condizionale (ovvero tutti gli altri piloti del mondiale di F1 tranne Mass e Fabi).
Contro queste proposte si schierarono 5 membri del comitato esecutivo della FISA, tra cui Marco Piccinini, rappresentante dei costruttori automobilistici presenti in F1. Piccinini, dirigente della Ferrari, affermò anche che in caso di squalifica dei piloti, possibile in caso di mancato pagamento della sanzione pecuniaria, la casa italiana non avrebbe corso il successivo Gran Premio d'Argentina, gara però messa in dubbio proprio per questa vicenda delle squalifiche. Un'analoga posizione era espressa anche da Frank Williams. La Grand Prix Drivers' Association rigettò le sanzioni e affermò che i suoi membri non avrebbero pagato la sanzione.
Il 4 febbraio, intanto, l'ACA (Automobile Club d'Argentina), annunciò la sua volontà di sospendere il proprio gran premio, seconda prova stagionale fissata per il 7 marzo, stante l'incertezza in merito alla vicenda delle squalifiche dei piloti. L'ACA si riservò comunque di stabilire in seguito una nuova data. La situazione incerta metteva in dubbio anche la terza prova del mondiale, il Gran Premio del Brasile. Pochi giorni dopo venne l'annuncio ufficiale della cancellazione del Gran Premio d'Argentina per addotte motivazioni economiche, ma sul quale pendeva sempre l'incertezza della situazione del campionato.
Due giorni dopo la FISA comunicò che erano state pagate le multe relative a undici piloti: il saldo però non era stato effettuato dai piloti stessi ma dalle loro scuderie. Si trattava dei piloti di Brabham, McLaren, Williams, Lotus, del solo pilota dell'Ensign Roberto Guerrero e del solo pilota della Toleman multato, ovvero Derek Warwick. Si aggiungeva a questi anche Manfred Winkelhock dell'ATS, che aveva saldato il dovuto in proprio. Il 7 febbraio i piloti fondarono la "Professional Racing Drivers' Association", in sostituzione della GPDA, con a capo Didier Pironi. La nuova organizzazione ribadì la contrarietà alle decisioni della FISA.
Il 17 febbraio, in una riunione tenuta a Maranello, alla quale parteciparono tutte le scuderie legate alle grandi case costruttrici impegnate nel mondiale di F1 (ad eccezione della Ligier ma con la presenza di Osella e Toleman), venne redatto un comunicato che chiedeva alla FISA la difesa di un'autorità sportiva imparziale e oggettiva, la promozione di una giustizia sportiva rigorosa, una stabilità del regolamento tecnico a tutto il 1984 e l'applicazione integrale degli accordi sanciti dal Patto della Concordia in materia di gestione finanziaria. Infine le case espressero solidarietà ai propri piloti.
Il 20 febbraio il Tribunale d'Appello dell'Automobile Club del Sudafrica accolse il ricorso di Renault, Ferrari e Alfa Romeo, contro la sospensione delle licenze internazionali dei piloti, decise dalla FISA dopo la gara. Il 26 febbraio il Tribunale della FFSA, la Federazione Sportiva Automobilistica Francese, assolse anch'essa i piloti francesi coinvolti nella vicenda sudafricana, come già fatto dalla sua omologa CSAI per i piloti italiani; la FFSA era presieduta dallo stesso Balestre.
Il 6 marzo, infine, il Tribunale d'Appello della FIA, riunito a Parigi, ridusse le multe a 5.000 $ e la sospensione a una sola gara, con la condizionale di sei mesi, a partire dal 28 gennaio; il tribunale accolse le richieste d'appello dei piloti contro le sospensione delle superlicenze, tranne che per Carlos Reutemann e Chico Serra, in assenza di una richiesta in tal senso da parte delle rispettive federazioni argentina e brasiliana. Il tribunale, però, criticò la forma di protesta adottata dai piloti.